# 채소연
채소연(본명: 문혜미, 1974년 8월 20일 ~ )은 대한민국의 가수이다.

## 학력
- 잠실초등학교 (졸업)
- 성남여자중학교 (졸업)
- 세화여자고등학교 (졸업)
- 한양대학교 인문과학대학 연극영화학과 (졸업)

## 생애
그녀는 KBS 뉴스 기자로 활동한 후 1995년 광고 모델로 데뷔했으며, 1996년부터 1997년까지 윤이지와 함께 《BB》라는 그룹으로 활동했다.

## 앨범
- Return To Sexy (2003년)